# Iziaslav II de Kiev
Iziaslav II Mstislávich (en ucraniano: Ізяслав Мстиславич, en ruso: Изяслав II Мстиславич) (c. 1097-13 de noviembre de 1154), Príncipe de Pereyáslav (1132; 1143-1145), Príncipe de Túrov (1132-1134), Príncipe de Rostov (1134– ), Príncipe de Vladímir y de Volinia (1134–1142), Gran Príncipe de Kiev (1146-1149 y 1151-1154), fue el hijo mayor de Mstislav Vladímirovich, y Cristina Ingesdotter de Suecia.
Su primera esposa fue Inés de Franconia, hija del rey Conrado III, quien se cambió el nombre a Liubava luego del matrimonio. Murió en 1151. Sus hijos fueron:
1. Mstislav II de Kiev
2. Yaroslav II de Kiev
3. Yaropolk, Príncipe of Shumsk
4. Eudoksia, casada con Miecislao III el Viejo, Gran Duque de Polonia.[2]

La segunda esposa de Iziaslav fue Bagrationi, una hija del Rey Demetrio I de Georgia, pero estuvieron casados solo unos meses en 1154 hasta la muerte de su marido, tras la cual, volvió al Reino de Georgia.